# Dunjarica
Dunjarica (mušmulica, mušmulja; lat. Cotoneaster) rod grmova i drveća iz porodice Rosaceae, dio je podtribusa Pyrinae. Prirodni areal roda je Euroazija i zapad Sjeverne Afrike. Latinsko ime roda Cotoneaster potječe od riječi cotoneum (dunja) i aster (sličan).
Postoji preko 230 vrsta, od toga dvije rastu i u Hrvatskoj, to su pustenasta dunjarica (C. nebrodensis) i obična dunjarica (C. integerrimus)
Plodovi ovih vrsta jestivi su za ptice koje tako šire njihovo sjeme; oprašivanje se vrši kukcima.

## Vrste
1. Cotoneaster acuminatus Lindl.
2. Cotoneaster acutifolius Turcz.
3. Cotoneaster adpressus Bois
4. Cotoneaster affinis Lindl.
5. Cotoneaster aitchisonii C.K.Schneid.
6. Cotoneaster alashanensis J.Fryer & B.Hylmö
7. Cotoneaster alatavicus Popov
8. Cotoneaster albokermesinus J.Fryer & B.Hylmö
9. Cotoneaster allochrous Pojark.
10. Cotoneaster altaicus G.Klotz ex J.Fryer & B.Hylmö
11. Cotoneaster ambiguus Rehder & E.H.Wilson
12. Cotoneaster anatolii Teimurov & Taisumov
13. Cotoneaster apiculatus Rehder & E.H.Wilson
14. Cotoneaster armenus Pojark.
15. Cotoneaster assadii Khat.
16. Cotoneaster ataensis J.Fryer & B.Hylmö
17. Cotoneaster atrovinaceus J.Fryer & B.Hylmö
18. Cotoneaster atuntzensis J.Fryer & B.Hylmö
19. Cotoneaster aurantiacus J.Fryer & B.Hylmö
20. Cotoneaster beimashanensis J.Fryer & B.Hylmö
21. Cotoneaster bis-ramianus G.Klotz
22. Cotoneaster bradyi E.C.Nelson & J.Fryer
23. Cotoneaster brickellii J.Fryer & B.Hylmö
24. Cotoneaster browiczii J.Fryer & B.Hylmö
25. Cotoneaster bullatus Bois
26. Cotoneaster bumthangensis J.Fryer & B.Hylmö
27. Cotoneaster burmanicus G.Klotz
28. Cotoneaster buxifolius Wall. ex Lindl.
29. Cotoneaster camilli-schneideri Pojark.
30. Cotoneaster campanulatus J.Fryer & B.Hylmö
31. Cotoneaster capsicinus J.Fryer & B.Hylmö
32. Cotoneaster cardinalis J.Fryer & B.Hylmö
33. Cotoneaster chadwellii J.Fryer & B.Hylmö
34. Cotoneaster chengkangensis T.T.Yu
35. Cotoneaster chingshuiensis Kun C.Chang & Chih C.Wang
36. Cotoneaster chuanus J.Fryer & B.Hylmö
37. Cotoneaster chulingensis J.Fryer & B.Hylmö
38. Cotoneaster chungtiensis J.Fryer & B.Hylmö
39. Cotoneaster cinnabarinus Juz.
40. Cotoneaster cinovskisii J.Fryer & B.Hylmö
41. Cotoneaster coadunatus J.Fryer & B.Hylmö
42. Cotoneaster convexus J.Fryer & B.Hylmö
43. Cotoneaster cooperi C.Marquand
44. Cotoneaster cordifolius G.Klotz
45. Cotoneaster coriaceus Franch.
46. Cotoneaster × crispii Exell
47. Cotoneaster cuspidatus C.Marquand ex J.Fryer & B.Hylmö
48. Cotoneaster daliensis J.Fryer & B.Hylmö
49. Cotoneaster dammeri C.K.Schneid.
50. Cotoneaster decandrus J.Fryer & B.Hylmö
51. Cotoneaster declinatus J.Fryer & B.Hylmö
52. Cotoneaster delavayanus G.Klotz
53. Cotoneaster delphinensis Chatenier
54. Cotoneaster dielsianus E.Pritz.
55. Cotoneaster divaricatus Rehder & E.H.Wilson
56. Cotoneaster drogochius J.Fryer & B.Hylmö
57. Cotoneaster emeiensis J.Fryer & B.Hylmö
58. Cotoneaster encavei J.Fryer & B.Hylmö
59. Cotoneaster erratus J.Fryer & B.Hylmö
60. Cotoneaster esfandiarii Khat.
61. Cotoneaster farreri G.Klotz
62. Cotoneaster fastigiatus J.Fryer & B.Hylmö
63. Cotoneaster favargeri J.Fryer & B.Hylmö
64. Cotoneaster flinckii J.Fryer & B.Hylmö
65. Cotoneaster floccosus (Rehder & E.H.Wilson) Flinck & B.Hylmö
66. Cotoneaster floridus J.Fryer & B.Hylmö
67. Cotoneaster franchetii Bois
68. Cotoneaster frigidus Wall. ex Lindl.
69. Cotoneaster fruticosus J.Fryer & B.Hylmö
70. Cotoneaster ganghobaensis J.Fryer & B.Hylmö
71. Cotoneaster genitianus Hurus.
72. Cotoneaster glabratus Rehder & E.H.Wilson
73. Cotoneaster glaucophyllus Franch.
74. Cotoneaster globosus (Hurus.) G.Klotz
75. Cotoneaster goloskokovii Pojark.
76. Cotoneaster gonggashanensis J.Fryer & B.Hylmö
77. Cotoneaster gracilis Rehder & E.H.Wilson
78. Cotoneaster granatensis Boiss.
79. Cotoneaster hajastanicus Nersesian
80. Cotoneaster harrovianus E.H.Wilson
81. Cotoneaster hebephyllus Diels
82. Cotoneaster hedegaardii J.Fryer & B.Hylmö
83. Cotoneaster hersianus J.Fryer & B.Hylmö
84. Cotoneaster hicksii J.Fryer & B.Hylmö
85. Cotoneaster hillieri J.Fryer & B.Hylmö
86. Cotoneaster hissaricus Pojark.
87. Cotoneaster horizontalis Decne.
88. Cotoneaster huahongdongensis J.Fryer & B.Hylmö
89. Cotoneaster hualiensis J.Fryer & B.Hylmö
90. Cotoneaster hylanderi B.Hylmö & J.Fryer
91. Cotoneaster hypocarpus J.Fryer & B.Hylmö
92. Cotoneaster ichangensis G.Klotz
93. Cotoneaster ignavus E.L.Wolf
94. Cotoneaster ignescens J.Fryer & B.Hylmö
95. Cotoneaster ignotus G.Klotz
96. Cotoneaster induratus J.Fryer & B.Hylmö
97. Cotoneaster inexspectatus G.Klotz
98. Cotoneaster insculptus Diels
99. Cotoneaster insignis Pojark.
100. Cotoneaster integerrimus Medik.
101. Cotoneaster integrifolius (Roxb.) G.Klotz
102. Cotoneaster × intermedius (Lecoq & Lamotte) H.J.Coste
103. Cotoneaster kangdingensis J.Fryer & B.Hylmö
104. Cotoneaster karatavicus Pojark.
105. Cotoneaster kaschkarovii Pojark.
106. Cotoneaster kingdonii J.Fryer & B.Hylmö
107. Cotoneaster kitaibelii J.Fryer & B.Hylmö
108. Cotoneaster kotschyi (C.K.Schneid.) G.Klotz
109. Cotoneaster krasnovii Pojark.
110. Cotoneaster kuanensis J.Fryer & B.Hylmö
111. Cotoneaster lambertii G.Klotz
112. Cotoneaster lancasteri J.Fryer & B.Hylmö
113. Cotoneaster langei G.Klotz
114. Cotoneaster latifolius J.Fryer & B.Hylmö
115. Cotoneaster laxiflorus J.Jacq. ex Lindl.
116. Cotoneaster leveillei J.Fryer & B.Hylmö
117. Cotoneaster linearifolius (G.Klotz) G.Klotz
118. Cotoneaster luristanicus G.Klotz
119. Cotoneaster majoricensis L.Sáez & Rosselló
120. Cotoneaster marquandii G.Klotz
121. Cotoneaster marroninus J.Fryer & B.Hylmö
122. Cotoneaster mazandaranicus Niaki & Attar
123. Cotoneaster megalocarpus Popov
124. Cotoneaster meyeri Pojark.
125. Cotoneaster microcarpus (Rehder & E.H.Wilson) Flinck & B.Hylmö
126. Cotoneaster microphyllus Wall. ex Lindl.
127. Cotoneaster milkedandaensis J.Fryer & B.Hylmö
128. Cotoneaster miniatus (Rehder & E.H.Wilson) Flinck & B.Hylmö
129. Cotoneaster mirabilis G.Klotz & Krugel
130. Cotoneaster mongolicus Pojark.
131. Cotoneaster morrisonensis Hayata
132. Cotoneaster morulus Pojark.
133. Cotoneaster moupinensis Franch.
134. Cotoneaster multiflorus Bunge
135. Cotoneaster nagaensis G.Klotz
136. Cotoneaster naninitens J.Fryer & B.Hylmö
137. Cotoneaster nantouensis J.Fryer & B.Hylmö
138. Cotoneaster naoujanensis J.Fryer & B.Hylmö
139. Cotoneaster narynensis Tkatsch. ex J.Fryer & B.Hylmö
140. Cotoneaster natmataungensis J.Fryer, B.Hylmö & E.C.Nelson
141. Cotoneaster nebrodensis (Guss.) K.Koch
142. Cotoneaster nedoluzhkoi Tzvelev
143. Cotoneaster nefedovii Galushko
144. Cotoneaster neoantoninae A.N.Vassiljeva
145. Cotoneaster neopopovii Czerep.
146. Cotoneaster nima-yushijii Niaki & Attar
147. Cotoneaster nitens Rehder & E.H.Wilson
148. Cotoneaster nitidifolius C.Marquand
149. Cotoneaster nitidus Jacques
150. Cotoneaster nohelii J.Fryer & B.Hylmö
151. Cotoneaster nummularioides Pojark.
152. Cotoneaster nummularius Fisch. & C.A.Mey.
153. Cotoneaster obscurus Rehder & E.H.Wilson
154. Cotoneaster ogisui J.Fryer & B.Hylmö
155. Cotoneaster omissus J.Fryer & B.Hylmö
156. Cotoneaster orbicularis Schltdl.
157. Cotoneaster ovatus Pojark.
158. Cotoneaster pangiensis G.Klotz
159. Cotoneaster pannosus Franch.
160. Cotoneaster paradoxus G.Klotz
161. Cotoneaster × parnassicus Boiss. & Heldr.
162. Cotoneaster peduncularis Boiss.
163. Cotoneaster persicus Pojark.
164. Cotoneaster pojarkovae Zakirov
165. Cotoneaster poluninii G.Klotz
166. Cotoneaster polyanthemus E.L.Wolf
167. Cotoneaster popovii Pojark.
168. Cotoneaster potaninii Pojark.
169. Cotoneaster pseudomultiflorus Popov
170. Cotoneaster pseudoobscurus J.Fryer & B.Hylmö
171. Cotoneaster purpurascens J.Fryer & B.Hylmö
172. Cotoneaster qungbixiensis J.Fryer & B.Hylmö
173. Cotoneaster raboutensis Flinck, J.Fryer, Garraud, B.Hylmö & J.Zeller
174. Cotoneaster racemiflorus (Desf.) Schltdl.
175. Cotoneaster rechingeri G.Klotz
176. Cotoneaster rhytidophyllus Rehder & E.H.Wilson
177. Cotoneaster roborowskii Pojark.
178. Cotoneaster rockii G.Klotz
179. Cotoneaster roseus Edgew.
180. Cotoneaster rosiflorus Kun C.Chang & F.Y.Lu
181. Cotoneaster rotundifolius Wall. ex Lindl.
182. Cotoneaster rubens W.W.Sm.
183. Cotoneaster salicifolius Franch.
184. Cotoneaster sandakphuensis G.Klotz
185. Cotoneaster sanguineus T.T.Yu
186. Cotoneaster saxatilis Pojark.
187. Cotoneaster schantungensis G.Klotz
188. Cotoneaster schubertii G.Klotz
189. Cotoneaster shannanensis J.Fryer & B.Hylmö
190. Cotoneaster shansiensis J.Fryer & B.Hylmö
191. Cotoneaster sherriffii G.Klotz
192. Cotoneaster sichuanensis G.Klotz
193. Cotoneaster simonsii Baker
194. Cotoneaster soongoricus (Regel & Herder) Popov
195. Cotoneaster soulieanus G.Klotz
196. Cotoneaster spongbergii J.Fryer & B.Hylmö
197. Cotoneaster staintonii G.Klotz
198. Cotoneaster suavis Pojark.
199. Cotoneaster subacutus Pojark.
200. Cotoneaster subadpressus T.T.Yu
201. Cotoneaster submultiflorus Popov
202. Cotoneaster svenhedinii J.Fryer & B.Hylmö
203. Cotoneaster sylvestrii Pamp.
204. Cotoneaster taiwanensis J.Fryer & B.Hylmö
205. Cotoneaster talgaricus Popov
206. Cotoneaster tanpaensis J.Fryer & B.Hylmö
207. Cotoneaster taofuensis J.Fryer & B.Hylmö
208. Cotoneaster tardiflorus J.Fryer & B.Hylmö
209. Cotoneaster tauricus Pojark.
210. Cotoneaster taylorii T.T.Yu
211. Cotoneaster teijiashanensis J.Fryer & B.Hylmö
212. Cotoneaster tenuipes Rehder & E.H.Wilson
213. Cotoneaster thimphuensis J.Fryer & B.Hylmö
214. Cotoneaster tjuliniae Pojark. ex Peschkova
215. Cotoneaster tomentosus (Aiton) Lindl.
216. Cotoneaster transcaucasicus Pojark.
217. Cotoneaster tripyrenus J.Fryer & B.Hylmö
218. Cotoneaster tsarongensis J.Fryer & B.Hylmö
219. Cotoneaster turbinatus Craib
220. Cotoneaster turcomanicus Pojark.
221. Cotoneaster tytthocarpus Pojark.
222. Cotoneaster undulatus J.Fryer & B.Hylmö
223. Cotoneaster uniflorus Bunge
224. Cotoneaster vandelaarii J.Fryer & B.Hylmö
225. Cotoneaster verokotschyi J.Fryer & B.Hylmö
226. Cotoneaster verruculosus Diels
227. Cotoneaster wanbooyensis J.Fryer & B.Hylmö
228. Cotoneaster washanensis J.Fryer & B.Hylmö
229. Cotoneaster wattii G.Klotz
230. Cotoneaster yakuticus J.Fryer & B.Hylmö
231. Cotoneaster yalungensis J.Fryer & B.Hylmö
232. Cotoneaster yinchangensis J.Fryer & B.Hylmö
233. Cotoneaster yui J.Fryer & B.Hylmö
234. Cotoneaster yulingkongensis J.Fryer & B.Hylmö
235. Cotoneaster zabelii C.K.Schneid.
236. Cotoneaster zangezuricus Nersesian
237. Cotoneaster zeravschanicus Pojark.